# Art Shell
Pour les articles homonymes, voir Shell.
College Football Hall of Fame 2013
Pro Football Hall of Fame 1989
(en) Statistiques sur pro-football-reference
Arthur Lee Shell, Jr., dit Art Shell, né le 26 novembre 1946 à Charleston, est un joueur et entraîneur américain de football américain.

## Biographie
Au niveau universitaire, Shell a joué aux postes d'offensive et de defensive tackle pour les Hawks de Maryland State College (université d'État du Maryland), — actuellement dénommée University of Maryland Eastern Shore (en) (université de la Côte Est du Maryland) — avant d'être sélectionné en 80e choix lors du troisième tour de la draft 1968 NFL/AFL par la franchise des Raiders d'Oakland.
Au niveau professionnel, il joue pour les Raiders d'Oakland / Los Angeles au poste d'offensive tackle dans l'American Football League (AFL) et plus tard dans la National Football League (NFL) pendant 15 saisons (1968-1982). Il remporte les Super Bowls XI et XV.
En 1983, Shell commence une carrière d'entraîneur qui lui permettra de devenir entraineur principal des Raiders à deux reprises, à Los Angeles de 1990 à 1994 et à Oakland en 2006. Entre temps, il a été entraîneur de la ligne offensive chez les Chiefs de Kansas City (1995–1996) et chez les Falcons d'Atlanta (1997–2000). Il remporte le Super Bowl XVIII en tant qu'entraîneur assistant de la ligne offensive des Raiders de Los Angeles au terme de la saison 1983.
Shell est le deuxième entraîneur principal afro-américain de l'histoire du football professionnel et le premier de l'ère moderne.
Shell a été intronisé au College Football Hall of Fame en 2013 et au Pro Football Hall of Fame en 1989.

## Accomplissements

### Joueur professionnel
- Vainqueur de 2 Super Bowls (XI et XV)
- Sélectionné dans la 1re équipe All-Pro en 1974 et 1977 ;
- Sélectionné dans la 2e équipe All-Pro en 1975 et 1978 ;
- Sélectionné à 8 reprises pour le Pro Bowl (1972–1978, 1980) ;
- Sélectionné dans l'équipe NFL de la décade 1970 ;
- Sélectionné dans l'équipe du 100e anniverssaire de la NFL ;
- Intronisé au Pro Football Hall of Fame en 1989.

### Joueur universitaire
- Sélectionné dans la 2e équipe Little All-American 1967 ;
- Sélectionné dans la 1re équipe de la Central Intercollegiate Athletic Association (en) (CIAA) en 1965, 1966 et 1967 ;
- Intronisé au Temple de la renommée de la University of Maryland Eastern Shore (en) en 1984 ;
- Intronisé au Temple de la renommée de la CIAA en 2006 ;
- Intronisé au Black College Hall of Fame en 2011 ;
- Intronisé au College Football Hall of Fame en 2013.

### Entraîneur
- Vainqueur du XVIII avec les Raiders de Los Angeles en tant qu'assistant de la ligne offensive en 1983 ;
- Entraîneur de la saison NFL 1990 par United Press International (UPI)[9] ;
- Entraîneur de la saison NFL 1990 par les Pro Football Writers of America (en) (PFWA)[10].
- Entraîneur de la saison NFL 1990 par le Maxwell Club (Greasy Neale Award)[11].